# ناحية مركز القصير
ناحية مركز القصير إحدى نواحي سوريا تتبع إداريّاً لمحافظة حمص منطقة القصير ومركزها مدينة القصير، بلغ تعداد سكان الناحية 107,470 نسمة حسب التعداد السكاني لعام 2004.

## بلدات وقرى ناحية مركز القصير
القصير، أكوم (عين الصفا)، الأندلس، الضبعة، ضاحية المجد (حمص)، دحيرج، ديابية، البويضة الشرقية، دمينة الشرقية، الغسانية، الحامدية، الحمراء، الحسينية، حوش السيد علي، جوسية العمار، كوكران (السعيدات)، الموح، النيزارية، ربلة، السلومية، الشياحات، شنشار ،الشومرية، دمينة الغربية، زراعة، العاطفية، رأس العين (حسابية).